# Mk IV Churchill
L'Infantry Tank Mk IV "Churchill" fu un carro armato per fanteria britannico prodotto durante la seconda guerra mondiale, famoso per la sua spessa corazza, la sua robustezza e la sua facilità di impiego come veicolo duttile e robusto. Deve il suo nome a Winston Churchill, all'epoca anche Ministro della Guerra britannico, che fu uno dei più grandi sostenitori dello sviluppo dei carri armati già dalla prima guerra mondiale. Durante la seconda guerra mondiale ne verranno prodotti 5600, di tutte le versioni, facendone il secondo carro più prodotto dal Regno Unito, dopo il Valentine.

## Storia
Nel settembre 1939 il comando dell'esercito inglese si rese conto del fatto che la Gran Bretagna non aveva alcun carro pesante in grado di competere con i carri tedeschi più potenti (come il Panzer IV) o di accompagnare efficacemente la fanteria contro obiettivi fortificati. 
Inoltre, di lì a poco, i tedeschi, dopo aver conquistato la Francia e il Benelux, sarebbero diventati una minaccia reale per la stessa Gran Bretagna. Era quindi necessario porre rimedio, al più presto, a questa mancanza.
È vero che l'esercito inglese disponeva già del discreto Mk II Matilda, ma ci si accorse presto che non sarebbe stato in grado di tenere il passo con i sempre più potenti Panzer tedeschi: il carro Churchill sostituì quindi l'ormai obsoleto Matilda dopo il 1942.

## Sviluppo
Una ditta irlandese la Harland and Wolff ebbe l'incarico di progettare questo nuovo carro e, sebbene fosse già la fine del 1939, tutti i modelli studiati subivano ancora l'influenza dell'impiego dei mezzi corazzati durante la prima guerra mondiale: vennero studiati mezzi pesantissimi e corazzatissimi, persino con armamenti appesi su gondole laterali.
Progettati essenzialmente per la guerra di trincea, e quindi superare ostacoli, buche provocate dall'artiglieria, demolire ostacoli come filo spinato, e colpire difese statiche, tutte operazioni che non necessitavano di un veicolo rapido, ma di un veicolo lento e pesantemente corazzato.
I risultati si videro dopo solo un anno: il mezzo che ne risultò, pur non essendo un ritorno totale ai vecchi schemi, aveva alcune peculiarità tipiche dei carri della Grande Guerra.
Il prototipo era il carro "A20", armato con due cannoncini ai lati e un terzo sulla torretta centrale.
Con la capitolazione della Francia, le innovazioni della Blitzkrieg, e le numerosissime perdite di carri lasciati in mano tedesca dopo l'evacuazione di Dunkerque, l'esercito inglese si rese conto che era necessario lo sviluppo rapido di un nuovo carro armato veloce da produrre, e con caratteristiche tecniche più moderne, anche in vista di difendere il suolo inglese da una sempre più vicina minaccia di attacco tedesco. Così i disegni furono rivisti dal dott. H.E. Merritt, direttore del Tank Design Woolwich Arsenal, e nel giugno 1941 iniziò una produzione febbrile dei nuovi carri A22 denominato ben presto Churchill. A causa della sua celerità il progetto non fu privo di difetti, il motore era sottodimensionato, l'accesso allo stesso difficoltoso e l'armamento debole, fattori che contribuirono al fallimento in azione dei primi carri, soprattutto a Dieppe nell'agosto 1942.
Nel marzo del 1943, dopo una sospensione della produzione a favore del più affidabile carro Mk VIII Cromwell, comparve il Churchill Mk III, l'evoluzione del precedente, che fu utilizzato durante la seconda battaglia di El Alamein, dove i carri si comportarono bene e resistettero molto efficacemente alle artiglierie e ai raid aerei tedeschi. Le campagne degli Alleati continuarono così come lo sviluppo del Churchill, che presentò un grosso miglioramento con il modello Mk VII, utilizzato in Normandia, armato con un cannone da 75 mm.
Per la sua versatilità il Churchill fu utilizzato e sviluppato in molte varianti, da "gettaponti" a veicolo "anfibio" fino a "lanciafiamme", e anche l'Unione Sovietica ricevette circa 300 Churchill Mk III ed Mk IV.
Fu un carro longevo in quanto rimase in servizio con l'esercito inglese fino al 1952, e nella versione gettaponti addirittura fino al 1970.

### Tecnica

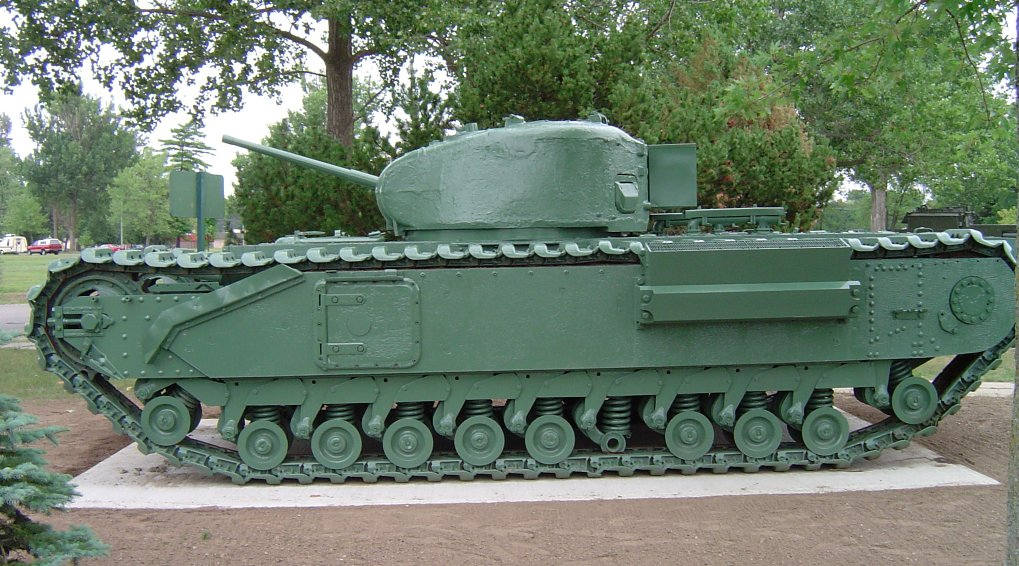
Churchill Mk I

Il carro era dotato di larghi cingoli avvolgenti, i quali gli garantivano un'ottima manovrabilità, una buona tenuta di strada e il vantaggio degli accessi laterali, che permettevano agli occupanti un agevole accesso e, all'occorrenza, una rapida fuga dal mezzo. Gli stessi cingoli avvolgenti davano però qualche problema di manutenzione ed esponevano il carro ai colpi sulle fiancate, tutti questi erano vantaggi e svantaggi tipici dei mezzi con cingoli avvolgenti.
I cingoli erano mossi da undici ruote da 10 pollici,  solo nove di queste però sostenevano il peso del carro, mentre le altre, assieme alla ruota motrice anteriore e a quella di richiamo posteriore, fungevano da "bilanciamento" nel caso il carro si trovasse nella condizione di superare ostacoli come trincee percorrere terreni molto sconnessi.
La corazzatura era la caratteristica più importante del carro Churchill: spessa fino a 100 mm nella parte frontale e ancor di più in torretta.
L'Mk VII addirittura arrivava ad avere una corazzatura spessa fino a 152 mm, nessuna corazza del 1942 era in grado di competere con quella del Churchill (tranne quella del Panzer VI Tiger I tedesco); l'aumento di corazzatura però era proporzionale ad un aumento di peso, mentre l'Mk I pesava 39.118 kg e l'Mk III, pesava 39.626 kg, l'Mk VII pesava 40.643 kg, ciò lo rese un mezzo pesante e di conseguenza lento, l'Mk VII arrivava appena ad una velocità di 21 km/h,  l'autonomia, di circa 150 km, era, invece, nella media.
Anello debole dei carri Churchill era l'armamento, che nella versione Mk VII consisteva in un cannone Ordnance QF 75 mm a malapena in grado di penetrare la corazza frontale dei Tiger 1 ed esclusivamente utilizzando il miglior proiettile M61 APCBC, a distanze inferiori di 100 metri e con un colpo perfettamente perpendicolare alla corazza. Le versioni precedenti montavano armamenti ancora meno performanti (un Ordnance QF 2 lb nella versione Mk I e un Ordnance QF 6 lb nella versione Mk III), e con la velocità di manovra estremamente ridotta per compiere manovre di affiancamento, rendevano in definitiva il carro Churchill inadatto allo scontro diretto con i carri pesanti tedeschi.
Va comunque ricordato che i carri di fanteria, secondo la dottrina britannica, non erano primariamente destinati all'ingaggio di carri armati avversari, né di essere particolarmente veloci visto che, in quanto carri di fanteria, si richiedeva che stessero al passo dei fanti appiedati.

## Varianti

### Modelli convenzionali

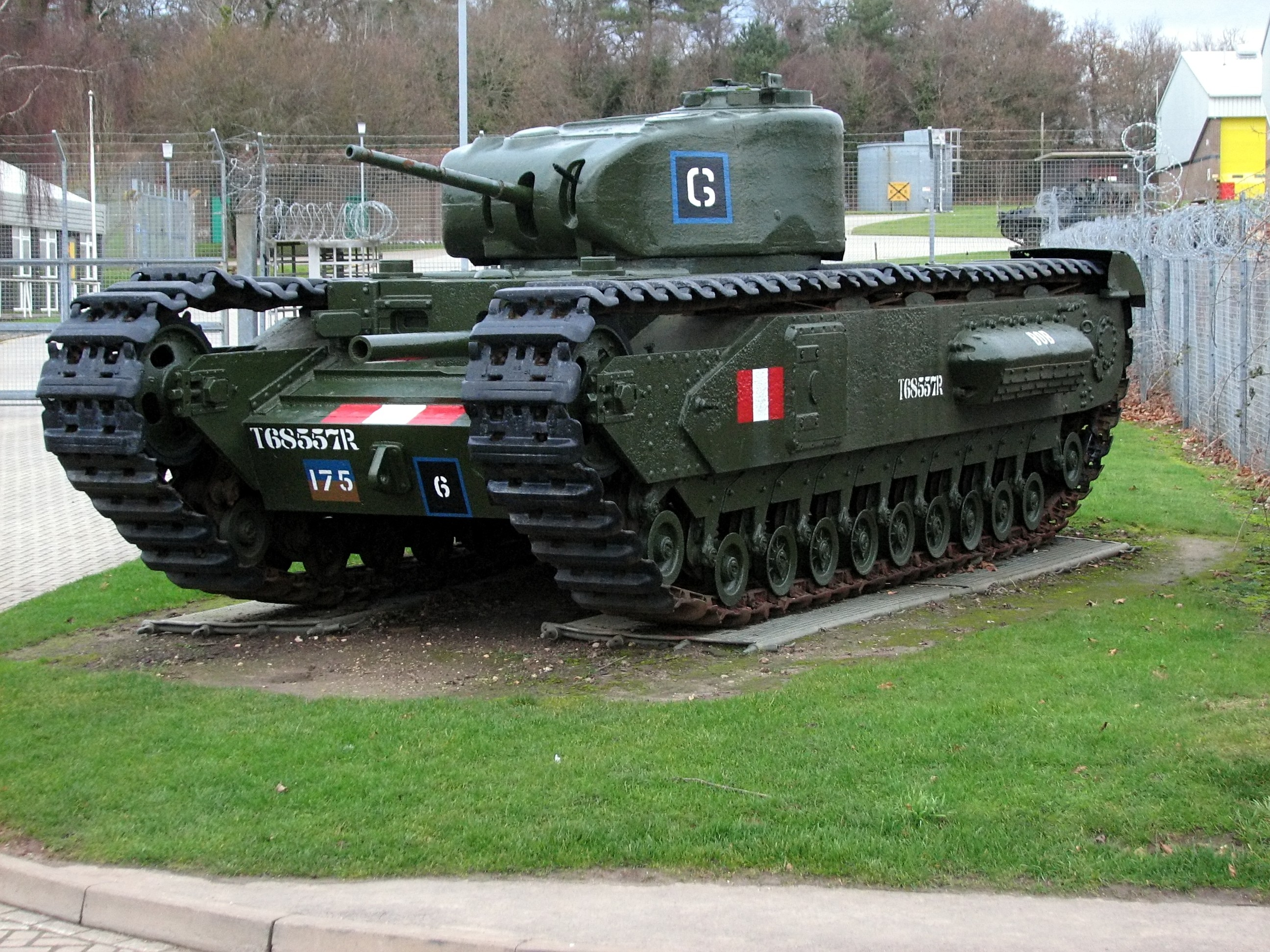
Churchill Mk I al Museo di Bovington

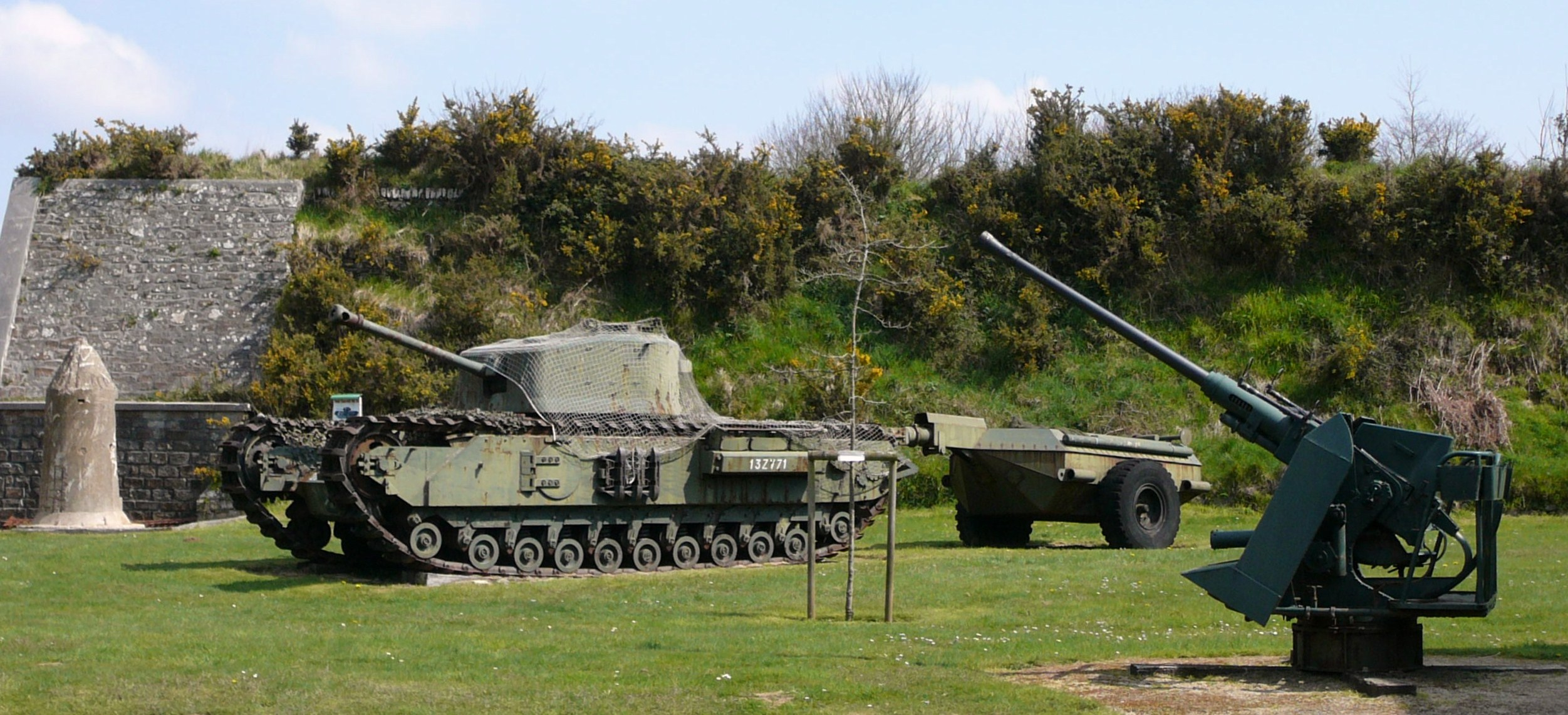
Un carro armato Churchill al memorial Forte Montbarey, a Brest (Francia).

Le caratteristiche sopraelencate sono comuni a tutte le versioni, salvo qualche piccola differenza di peso, e di spessore della corazza, quel che distingue una versione dall'altra è soprattutto l'armamento principale.
Mk I
Il primo modello prodotto aveva come arma principale un obice Ordnance QF 3 inch da 76,2 mm in casamatta, questo significava che per puntare l'arma era necessario ruotare l'intero carro, inoltre il 76,2 mm non era un calibro eccezionale, se usato come obice di artiglieria. In torretta era montato un cannone anticarro Ordnance QF 2 lb da 40 mm, lo stesso del Mk II Matilda, del Mk VI Crusader e di molti altri carri inglesi costruiti durante la prima metà del conflitto. Per la difesa ravvicinata il carro disponeva di una mitragliatrice BSA Besa da 7,92 mm in torretta e un Bren da 7,7 mm montato in posizione antiaerea.
Mk II
A partire da questo modello, si è preferito sostituire l'obice da 76,2 mm, costoso e di difficile utilizzo, con un'altra mitragliatrice da 7,92 mm, montata nella parte frontale del veicolo. Il resto degli armamenti fu mantenuto.
Mk III
Successivamente ci si accorse che il cannone da 40 mm era diventato insufficiente per contrastare i carri nemici, quindi, quando il Mk III fu prodotto, questo fu sostituito dal più potente cannone anticarro Ordnance QF 6 lb da 57 mm, lo stesso del Mk III Valentine.
Mk IV
In questa versione la torretta era realizzata per fusione, anziché con piastre saldate, questo serviva per renderla più resistente ai colpi diretti.
Mk V
In questo particolare modello di carro pioniere il cannone fu sostituito con un mortaio medio Ordnance QF 95 mm, da usare per il tiro ravvicinato contro postazioni fortificate. Durante il D-Day fu usato un particolare Mk V denominato "AVRE" (Armoured Vehicle Royal Engineers) che montava un mortaio pesante Petard da 290 mm, un calibro 3 volte più grande del mortaio standard.
Mk VI

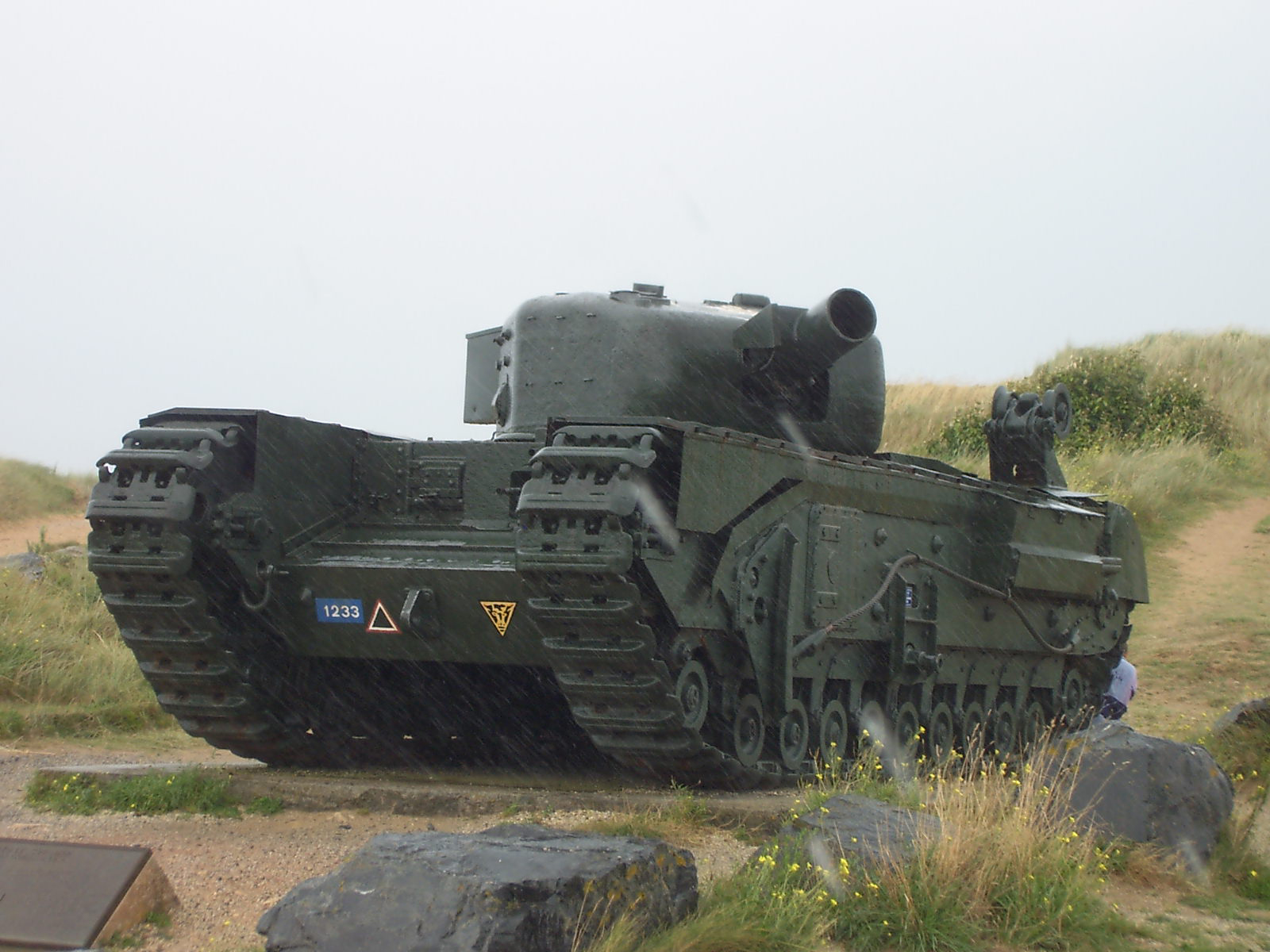
Churchill Mk V AVRE con mortaio usato in Normandia, in funzione Gate guardian

In questa versione il cannone da 57 mm, ormai obsoleto e pressoché inutile contro carri pesanti come il Panzer V Panther e il Tiger I, fu sostituito dal cannone da 75 mm, lo stesso che verrà usato anche per il Mk VIII Cromwell.
Mk VII

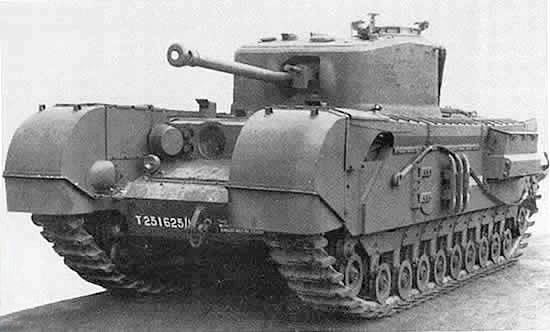
Churchill Mk VII (A22F)

Infine questo modello, rimasto in servizio per molti anni nel dopoguerra, disponeva delle stesse armi del Mk VI, ma era stato costruito con una sagoma completamente ridisegnata. In particolare il Mk VII (assieme all'AVRE) ebbe l'onore e l'onere di rappresentare i mezzi corazzati pesanti inglesi durante il D-Day e la successiva campagna di liberazione.
Mk VIII
In questa versione fu sostituito il cannone principale con un obice da 95 mm con 47 colpi.
Mk IX
In pratica era un Churchill III (o IV) con la torretta dell'Mk VII, con corazzatura extra, cambio e sospensioni modificate.
Mk X
Gli stessi miglioramenti della versione Mk IX, ma applicate a un carro Mk VI.
Mk XI
Praticamente un Churchill Mk V con armi extra la torretta dell'Mk VIII.
Mk XIII
Sviluppo con il cannone da 75 mm, e corazza rinforzata, ma con una nuova cupola di visione del capocarro simile a quelle montate sui carri tedeschi che permetteva di vedere al di fuori senza dover uscire dal portello. In servizio la prima volta in Normandia, rinominato A42 nel 1945.

### Modelli speciali
A seconda del loro uso vennero creati alcuni tipi di Churchill "speciali" per svolgere determinati compiti:
Churchill Oke

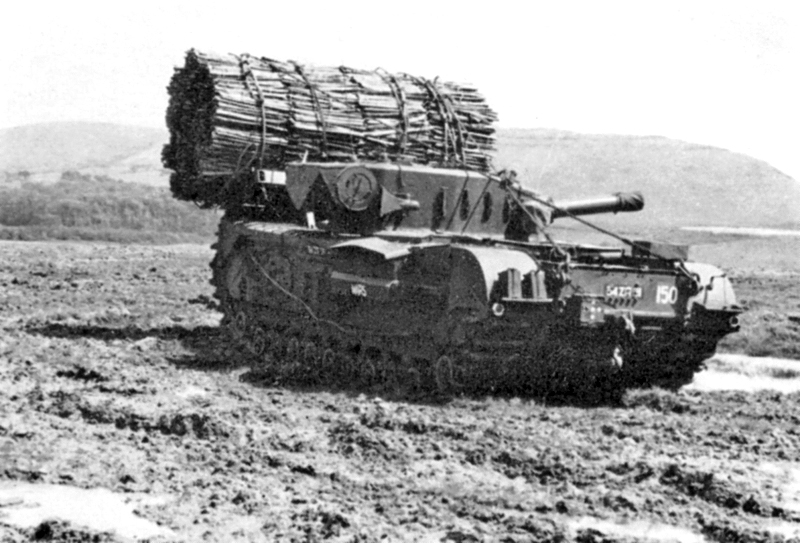
AVRE con fascine in dotazione al genio, per aprire la strada a carri alleati

Semplicemente dei Churchill Mk II o Mk III armati di lanciafiamme Ronson, fu chiamato Oke in onore del suo ideatore, il maggiore J.M. Oke. Il serbatoio contenente il combustibile liquido era montato nella parte posteriore, con un tubo che lo portava dalla carena anteriore a sinistra, lasciando la parte anteriore con il cannone libero. Furono sviluppate tre versioni Boar (Cinghiale), Beetle (Maggiolino) e Bull (Toro), utilizzati a Dieppe con scarsi risultati e presto abbandonati.
Churchill anfibio
Alcuni modelli del tipo Mk1, Mk2 e Mk3 furono resi anfibi, in occasione del fallimentare sbarco a Dieppe. Dotati di speciali prese d'aria e marmitte, essi avrebbero dovuto entrare in funzione contro le postazioni tedesche subito dopo lo sbarco. Non andò così, gli alleati subirono gravi perdite e molti mezzi, ancora perfettamente funzionanti, vennero catturati dai tedeschi.
Churchill NA75

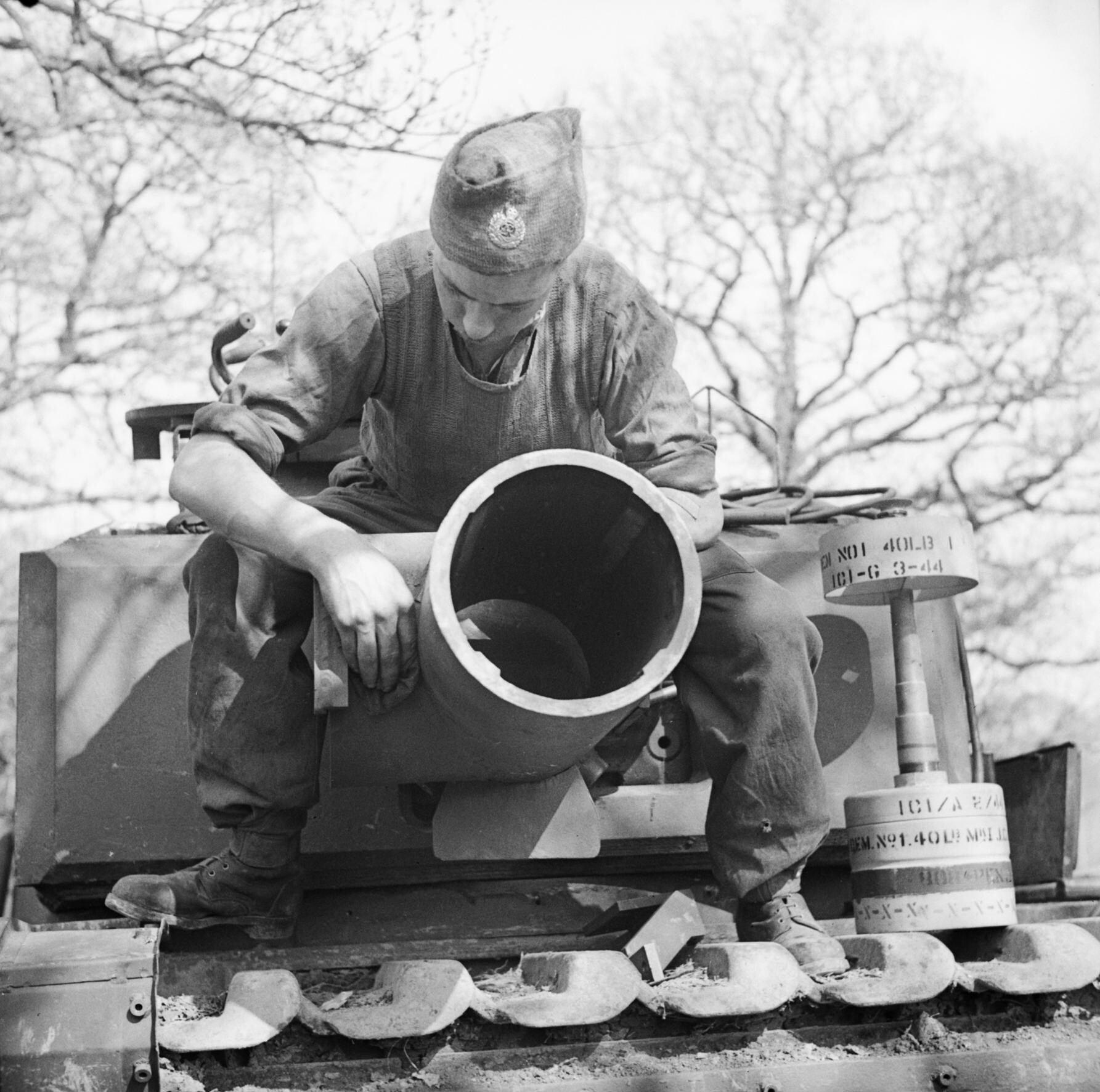
Il mortaio montato sull'AVRE

Dei Churchill Mk III / IV armati con il cannone da 75mm già montato sugli M4 Sherman, e adeguato spostando il caricatore da sinistra a destra, come la prassi inglese impone, e tagliando via la parte anteriore della torretta per far posto al cannone.
AVRE

Un Mk V che montava un mortaio spigot pesante da 290 mm, realizzato appositamente per i Royal Engineers, i genieri dell'esercito britannico in occasione del D-Day. Questo mezzo era in grado di sparare proiettili pesanti 18 kg (di cui 12 di alto esplosivo) ad una distanza di poco inferiore ai 100 metri, la frequenza di tiro era di 3 colpi al minuto. Il loro scopo era di attaccare a distanza ravvicinata, e distruggere, i bunker sulla spiaggia per poter garantire un passaggio sicuro alla fanteria, e ai veicoli leggeri.
ARV (Armoured Recovery Vehicle)

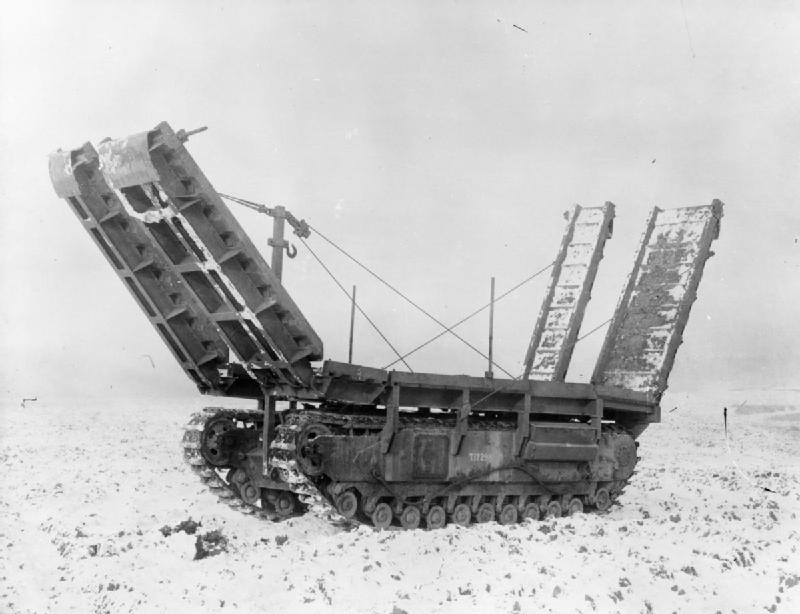
Churchill ARK

Attrezzato per il recupero dei carri danneggiati sul campo di battaglia, montava un braccio anteriore capace di trainare circa 7,5 tonnellate, e un verricello capace di trainare 25 t. All'interno oltre all'equipaggio di tre uomini c'era abbastanza spazio per l'equipaggio soccorso.
ARK (Armoured Ramp Carrier)

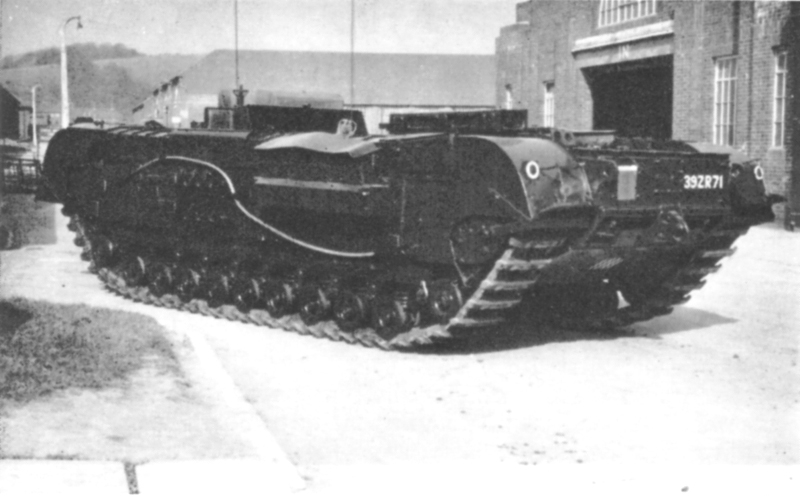
Churchill Kangaroo

Un Churchill con rampe ad entrambe le estremità poggiate lungo lo scafo in modo da formare un ponte mobile.
- Churchill Great Eastern

Evoluzione dell'ARK, con una rampa più grande per l'attraversamento di ostacoli di circa 20m (60 ft), ne furono costruiti una decina consegnati due nel 1945, ma mai utilizzati in azione.
Kangaroo

Churchill convertito in APC
Carpet Layer

Questo modello era uno speciale Churchill AVRE in grado di stendere un "tappeto" di canapa che serviva per creare un sentiero sicuro, anche se momentaneo, attraverso a terreni infidi come una palude o un acquitrino. Molto spesso questo carro era dotato degli stessi sistemi di galleggiamento dei carri Churchill anfibi usati a Dieppe.
Crocodile

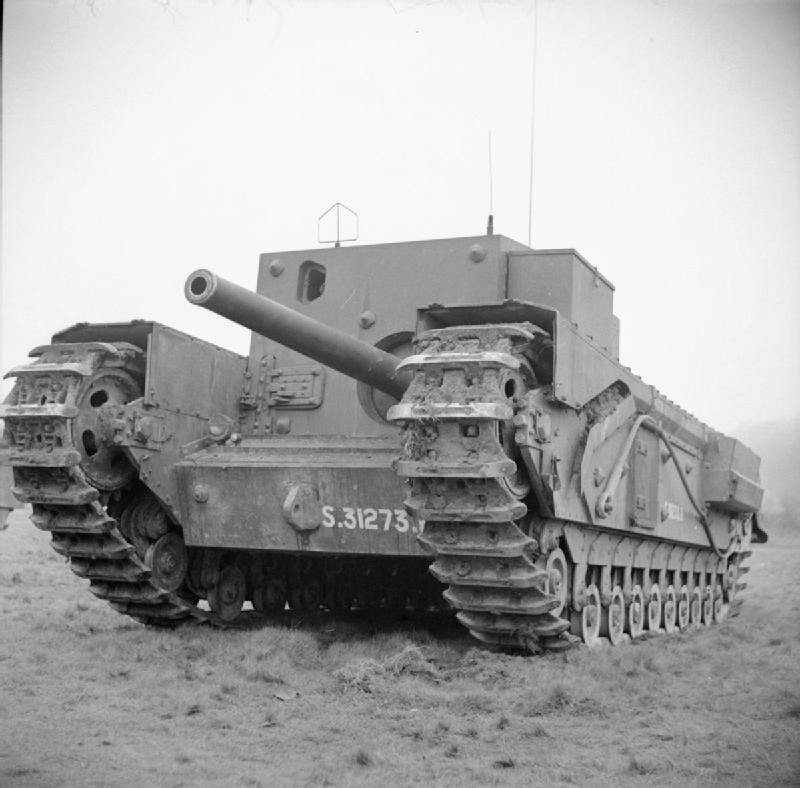
Un prototipo di Churchill gun carrier visto frontalmente; Dorset, marzo 1943

Questo modello di Churchill fu il principale veicolo lanciafiamme usato dall'esercito britannico. Nel Churchill il tubo lanciafiamme sostituiva la mitragliatrice di scafo; il liquido infiammabile proveniva da un rimorchio, agganciato alla parte posteriore del carro, contenente una riserva di quasi 2.000 litri di fluido e, in caso di emergenza, il rimorchio poteva essere sganciato dall'interno. Il lanciafiamme del Crocodile aveva una portata di oltre cento metri.
Churchill gun carrier

Semovente cacciacarri ottenuto dalla struttura di un Churchill IV cui era stata tolta la torretta per installare al suo posto una grossa casamatta rettangolare armata con un cannone navale QF 3-inch cwt; poteva avere un motore Meadows D.A.V. oppure un Bedford twin-six. Il progetto rimase allo stadio di prototipo
Black Prince

L'ultimo modello di Churchill, rimasto allo stadio di prototipo, fu il Black Prince, esso aveva una corazza frontale di circa 150 mm e montava l'ottimo cannone anticarro da 17 libbre calibro 76,2, lo stesso montato sulle versioni modificate dai britannici degli M10 Wolverine e M4 Sherman, denominate rispettivamente Achilles e Sherman Firefly.

## Impieghi operativi
Superata con successo la fase di test, il Churchill, con tutte le sue varianti, prese parte ad ogni operazione militare inglese. I suoi più importanti impieghi operativi furono, come è stato già specificato, l'incursione a Dieppe e lo sbarco in Normandia; comunque il Churchill prese parte a molte altre battaglie come la guerra in Nordafrica, la campagna d'Italia e la campagna in Francia, oltre a molte altre battaglie minori, tanto che i più avanzati modelli di Churchill saranno usati in alcuni eserciti molti anni dopo la fine della guerra. L'ultimo Churchill fu ritirato dal servizio nel 1960.